# Rhaconotus flavipes
Rhaconotus flavipes är en stekelart som först beskrevs av Szepligeti 1911.  Rhaconotus flavipes ingår i släktet Rhaconotus och familjen bracksteklar. Inga underarter finns listade i Catalogue of Life.